# Иваново-Селищенский сельский совет
Иваново-Селищенский сельский совет (укр. Іваново-Селищенська сільська рада) — входит в состав
Глобинского района
Полтавской области
Украины.
Административный центр сельского совета находится в 
с. Иваново Селище.

## История
- 1920 — дата образования.

## Населённые пункты совета
- с. Иваново Селище
- с. Демченки
- с. Ковнировщина